# Cazadores de dragones
Cazadores de Dragones (título original en Francés: Chasseurs de dragons) es una serie animada creada por Arthur Qwak y producida por la compañía francesa Futurikon. Sigue las aventuras de los cazadores de dragones Gwizdo, Lian-Chu y su compañero Héctor a través de un mundo medieval en donde las masas de tierra son flotantes y son aterrorizadas por una amenaza muy variable de monstruos conocidos como "dragones". Se ha lanzado una película en 3-D y un videojuego basados en esta serie.

## Personajes principales
Gwizdo es el cerebro del grupo; negocia sus contratos con las personas indefensas y aterrorizadas por los dragones. Él y Lian-Chu se conocen desde la infancia, y fueron criados juntos en un orfanato llamado Granja de la Madre Hubbard. Es un cobarde y estafador aunque a veces demuestra su lado bueno. Él es el único que puede leer, escribir y contar del equipo, por lo tanto, dependen de él para los contratos de negocios. Él es el piloto de una aeronave, el Saint George, y lleva gorra y gafas de piloto. voz en Inglés: Rick Jones (serie), Rob Paulsen (película)
Lian-Chu es un espadachín, quien en realidad se ocupa en matar dragones. En contraste con Gwizdo, es más bondadoso y honorable. Él es también un hábil tejedor. En el episodio "Adiós Lian Chu", se revela que sus padres fueron asesinados por un dragón, porque su tío no le dio aviso a la gente cuando el dragón se dirigía a la aldea. Él sólo sabe contar hasta 10 y no sabe leer, por lo tanto depende de Gwizdo para esto. voz en Inglés: Harry Standjofski (serie), Forest Whitaker (Película)
Héctor es un dragón de color azul. Es la mascota-compañero de Gwizdo y Lian-Chu. Él no posee la naturaleza maligna o el gran tamaño de los dragones que cazan y se comporta como un perro. Con su piel y las orejas parece estar basado en una variación del dragón asiático (similar a Falkor la suerte del dragón en The Neverending Story). Sus aficiones son comer y molestar a otros animales como gallinas y ovejas. Mientras Gwizdo es el piloto del Saint George, Héctor está obligado a pedalear para hacer girar la hélice, una tarea que no le gusta. Él habla con una mezcla de gruñidos y pidgin; inicia sus conversaciones con palabras como Agrabui. voz en Inglés: Rick Jones (series), Dave Wittenberg (movie)

## Personajes secundarios
Jennyline es la mesonera en la posada "El Dragón Roncador", donde viven Gwizdo y Lian-Chu. Gwizdo y Lian-Chu le deben una deuda cada vez mayor por alojamiento y comida. Ella es una mujer robusta que es de mal genio y estricta. Ella ha tenido tres matrimonios anteriores, que han dado lugar a Zaza y Zoria. Su nombre se da como Jennyline en los DVD y Janelynn en el sitio web oficial. La variación alemana de su nombre es Jeanneline.  voz en Inglés: Sonja Ball
Zaza es la hija menor de Jennyline. Vive en la posada del Dragón Roncador como asistente. Ella adora a Lian-Chu y tiene sueños de convertirse en un cazador de dragones cuando sea mayor, los cuales Jennyline desaprueba. Se pasa la mayor parte de su tiempo en la posada, pero en ocasiones se une a los cazadores en misiones, a menudo a través de sus propios medios. voz en Inglés: Annie Bovaird
Zoria es la hija mayor de Jennyline, y es una cazadora de dragones consumado por derecho propio. Al igual que Zaza, que se inspiró en Gwizdo y Lian Chu a una temprana edad, y se entrenó con ellos para aprender los movimientos y las artes del negocio. Ella no vive en la posada y hace pocas apariciones, pero es bien conocida por los personajes principales. Siendo víctima del sexismo, usa un disfraz masculino en algunos lugares para obtener más recompensas. En la temporada 2, se revela como Zoe de la película.
Noble Kayo es un anciano médico a quien Gwizdo y Lian-Chu a veces recurren en busca de consejo sobre las condiciones extrañas, como el veneno y parálisis. Es muy inteligente, pero es casi completamente ciego y un poco distraído, lo que hace que tener una conversación directa con él sea muy difícil.
George y Gilbert Forrestain son un dúo de hermanos cazadores, quienes junto a Gwizdo y Lian Chu crecieron en el orfanato. Ellos desprecian a Gwizdo y a menudo aparecen acontecimientos embarazosos de la infancia de ellos y Gwizdo. Siempre son competitivos con Gwizdo y Lian Chu, y a menudo tratan de obtener recompensas de otros cazadores.
Zoe (película). Ella es la sobrina nieta de Lord Arnold. Cuando las cosas se volvieron demasiado agitadas, actuó por su cuenta y contrató a Gwizdo y Lian-Chu para matar al "World Gobbler". Persuadidos de que ella ha encontrado a los héroes de sus sueños, los arrastra en la más loca de sus aventuras. voz en Inglés: Mary Matilyn Mouser
Leopoldo es un Cerdo, mascota de Zaza, quien cuida mucho de él y es amigo de Héctor.

## Televisión
El programa fue presentado en los Estados Unidos en Cartoon Network durante unas pocas semanas alrededor de enero de 2006, pero, después de tener su horario se movió y luego desapareció de la alineación. A diferencia de las otras series alrededor de su franja horaria de sábado por la mañana, varios episodios de Dragon Hunters fueron calificados TV-PG. Reapareció en Cartoon Network en septiembre de 2006, pero desapareció de nuevo en octubre de 2006. Hasta junio de 2007, estaba disponible para su visualización en Cartoon Network Video. A partir de 2011, se emitía en los EE. UU. en Starz Kids & Family. 50 de los 52 episodios se pueden ver en Inglés de Netflix a través de su asociación con Starz, aunque los episodios están fuera de servicio.
Una segunda temporada de 26 episodios adicionales comenzó a emitirse en Francia en agosto de 2007. Versiones internacionales han tenido lugar en más de 60 países. El show ha recibido una base de fanes en países de habla árabe, después de repetidas emisiones del programa en JeemTV.
En España fue emitida en Cartoon Network, Boomerang y Canal Sur 2

## Episodios

### Primera temporada
- 1. El extraño sabor del Coco
- 2. Dragón muerto andante
- 3. Glándula del Mimikar
- 4. La Isla de la Niebla
- 5. El empuje Kiwajel
- 6. ¿Puedo ver su licencia por favor?
- 7. La fortuna de la familia
- 8. Príncipe Azul
- 9. ¡Oh el amor, el amor!
- 10. ¿Que ha perdido la cabeza ahora?
- 11. Su nombre es Dragón
- 12. Es la vida de un dragón
- 13. Buscando desesperadamente Zoria
- 14. El regreso de Roger
- 15. Poco Rumble en la Prairie
- 16. Por un puñado de verduras
- 17. El Dragón norte profundo
- 18. Mi amigo Billy
- 19. ¡No hay lugar como el hogar!
- 20. La conjunción de las Tres Lunas
- 21. Amenaza en la sombra
- 22. Los huéspedes no deseados
- 23. La muerte tenía un Veggies Más
- 24. El huérfano en la granja
- 25. Juego de niños
- 26. El agua de las ñañaras

### Segunda temporada
- 27. Dragóntagioso
- 28. Cementerio Los Borbacks
- 29. El Shipwrecker
- 30. Tesoro de la roca
- 31. Dragón en el Hogar
- 32. La cura
- 33. La gran vida
- 34. Adiós, Lian-Chu
- 35. La isla de la porqueriza
- 36. La materia de los sueños
- 37. Bebé en la Familia
- 38. Ella me ama, ella me ama no ... Ella me ama!
- 39. La Cláusula Mimosim
- 40. Agheegoo
- 41. Las esporas de combate
- 42. El Convoy
- 43. La leyenda del dragón pluvial
- 44. El libro
- 45. Drago Menta
- 46. El gran torneo
- 47. El cuerpo hermoso
- 48. Ciudad unida
- 49. El amo del dragón
- 50. Infierno en la ciudad
- 51. Cazadores de fantasmas
- 52. El Dragón Rojo

## DVD
Geneon lanzó cinco DVD (con los episodios 1 - 17) en EE. UU., Canadá y Rusia
- Cazadores de dragones Vol. 1: "Es la vida de un dragón"
- Cazadores de dragones Vol. 2: "Dragon muerto que camina"
- Cazadores de dragones Vol. 3: "No hay lugar como el hogar!"
- Cazadores de dragones Vol. 4: "No en la sombra"
- Cazadores de dragones Vol. 5: "inoportunos huéspedes"

## Coleccionistas Juego
El Drachenjäger Die (Cazadores de dragones) juego de coleccionista fue creado y distribuido por Dracco Company Ltd. Esta era una nueva adición a la mercancía de la Compañía Dracco.
Juego el dado coleccionistas Drachenjäger 'contó con cuarenta figuras de colección que se parecían a los monstruos, dragones, y las cabezas de los personajes principales, Gwizdo, Lian Chu, Zaza, Héctor, y Jenneline. El juego se desarrolla de forma idéntica a los Jefes Dracco.
El juego fue lanzado en Bélgica.

## Cómics
La serie de cómics "Chasseurs de Dragons" es publicado por Delcourt en Francia.

## Película
Dirigida por Guillaume Ivernel (también director de arte) y Arthur Qwak, productor de Philippe Delarue (Futurikon), es un largometraje de animación por ordenador en 3D fue hecha por Mac Guff Ligne París, Futurikon y Trixter Film GmbH. La película se presenta en una línea de tiempo diferente, con Gwizdo, Lian Chu y Héctor como errantes viajeros, y Zoe reemplaza las funciones de Jennyline y Zaza. Un teaser de cuatro minutos de duración se muestra en Annecy Animation Festival y el Mercado de Cine de Cannes en 2007. Se estrenó el 5 de abril de 2008 en los Estados Unidos como parte del Festival de Cine de Sarasota, el 19 de marzo de 2008 en Rusia (), el 26 de marzo en Bélgica y Francia, y en el 2010 en México. Rob Paulsen confirmó en una entrevista durante el festival que él y Forest Whitaker realizaron el doblaje de Gwizdo y Lian Chu, respectivamente.

## Covers
- El tema de la exposición, "Dragon Hunter's Song", se lleva a cabo por la banda de rock Inglés The Cure. Esta pista estaba disponible como una sola y una pista de un CD recopilatorio alemán Toggo Music 11 en 2005, ahora fuera de impresión.